# Procol Harum
Procol Harum  was een Britse band die in 1967 werd gevormd. De band was vooral bekend van hun nummer 1-hits "A Whiter Shade of Pale" en "Homburg". De band werd gezien als een van de wegbereiders van het genre progressieve rock. De samenstelling van de band was in de loop der tijd veelvuldig gewijzigd. De enige constante leden zijn zanger/pianist Gary Brooker en tekstschrijver Keith Reid.

## Geschiedenis

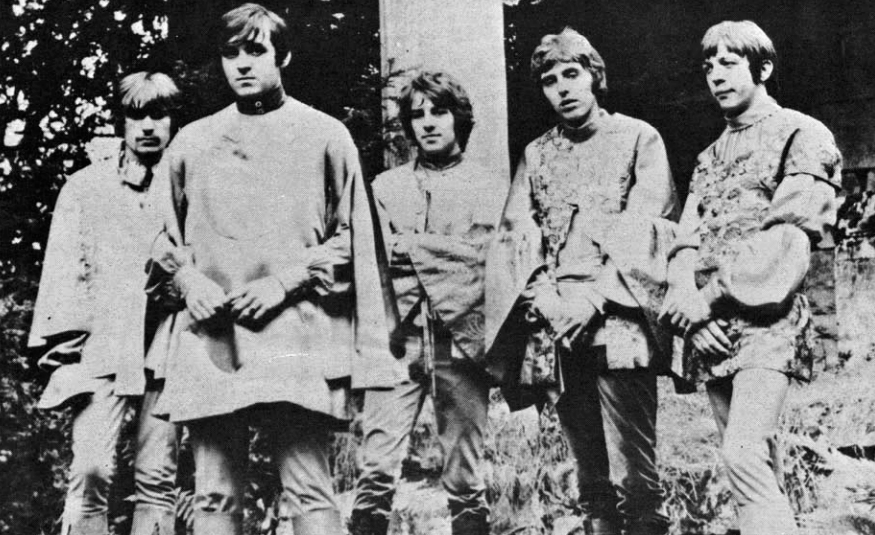
Procol Harum in laat 1967

De wortels van Procol Harum lagen in een live band genaamd 'The Paramounts', die door Gary Brooker en Robin Trower werd geleid, populaire artiesten in het begin van de jaren 60. Zij sloten in 1963 een contract af bij Parlophone en brachten de single "Poison Ivy" uit, die een gematigd succes was in Groot-Brittannië.
Zij konden dit succes echter niet vasthouden en de band viel in 1966 uiteen. Brooker ging werken als liedjesschrijver en kwam hierbij in aanraking met tekstschrijver Keith Reid, met wie hij een aantal nummers schreef. Om deze nummers uit te voeren, werd een nieuwe band opgericht, 'Pinewoods' geheten, met daarin naast Brooker onder anderen organist Matthew Fisher en bassist Dave Knights. Met deze band werd het nummer "A Whiter Shade of Pale" opgenomen. Nog voordat dit nummer uitkwam, werd de naam van de band veranderd in 'Procol Harum'. Het was hun manager die het idee kreeg om de band naar de kat van een vriend te noemen. Ook betekent het 'voorbij Aäron', van het Latijnse 'procul' dat 'voorbij' betekent en de Arabische naam Harun die is afgeleid van het joodse Aäron.
"A Whiter Shade of Pale" werd een enorm succes en is een van de weinige nummers die tot twee keer toe de nummer 1-positie in de hitparade behaalden. Het nummer wordt algemeen beschouwd als een van de grootste popklassiekers. Voor de melodie werd er  gebruikgemaakt van (een deel van) Bachs "Ouverture nr. 3 in D, BWV 1068". De samenstelling van de band werd gewijzigd door twee leden te vervangen door oud-Paramounts Robin Trower (gitaar) en B.J. Wilson (drums). Een eerste album werd opgenomen, eenvoudig Procol Harum geheten. Ook verscheen een tweede single, "Homburg", die weliswaar minder succes had dan de voorganger, maar wel weer de eerste plaats behaalde in de hitparade. Latere singles hadden vaak weinig succes maar de lp's vonden hun weg naar een groot en trouw publiek, echter vooral in het buitenland, met name in Nederland.
Op de volgende albums, Shine on Brightly en A Salty Dog, werd de op het eerste album ingeslagen weg verder gevolgd, steeds met compositorische bijdragen van Brooker, Fisher en Trower. Daarna verliet Matthew Fisher de band om te worden vervangen door Chris Copping, waarmee alle oud-leden van de Paramounts weer herenigd waren. In deze bezetting werd het album Home opgenomen, min of meer een conceptalbum rond het thema de dood. Na het volgende album, Broken Barricades uit 1971, verliet ook Trower de groep. Hiermee bleef Brooker als enige componist over.
In de jaren zeventig bleef Procol Harum populair. De band ging ondanks een constant wijzigende bezetting door met het maken van muziek. Zij waren een van de eerste groepen die succes hadden met een symfonieorkest. Zo werd in november 1971 een zeer succesvol livealbum opgenomen Live in Concert With the Edmonton Symphony Orchestra waarbij Robin Trower was vervangen door David Ball. Ook bassist Alan Cartwright had zich bij de groep gevoegd. Saillant detail is dat alle bandleden inmiddels in loondienst waren van Brooker en Reid. In 1973 werd het album Grand Hotel opgenomen en uitgebracht. Reeds tijdens de opnames van dit album verliet David Ball de groep en hij werd vervangen door gitarist Mick Grabham, afkomstig van de groep 'Cochise'. Ook de fotosessie voor de klaphoes van Grand Hotel was al achter de rug toen Mick Grabham zich bij de groep voegde. Om de fotosessie niet opnieuw te hoeven doen, werd bij de reeds gemaakte foto's het hoofd van Mick Grabham op het onderlichaam van David Ball gemonteerd.
Grand Hotel mag wel worden beschouwd als het meest symfonische album dat de groep tot dan toe heeft uitgebracht De lp ging vergezeld van een los boekje met liedteksten, dat bovendien was voorzien van tekeningen van kunstenaar Spencer Zahn. Volgens sommigen is Grand Hotel een conceptalbum, maar voor zover bekend is daar door Brooker en Reid nooit zekerheid over verstrekt. Op "Fires (Which Burnt Brightly)" van het genoemde album is gastvocaliste Christiane Legrand van de a-capellagroep The Swingle Singers te horen. Het majestueuze titelnummer van Grand Hotel wordt een bescheiden hit en stond tot en met 2015 in de Nederlandse Top 2000.
In 1974 werd er opnieuw een album opgenomen in dezelfde bezetting en Exotic Birds & Fruit verscheen in datzelfde jaar. Net als op Grand Hotel werd er ook hier gekozen voor een samenwerking met producer Chris Thomas. Op de hoes prijkt een schilderij van de Hongaars/Engelse schilder Jacob Bogdani waarvan de afbeelding perfect aansluit bij de titel van het album. Exotic Birds & Fruit wijkt in zoverre af van Grand Hotel dat het album niet meer zo symfonisch klinkt maar meer als 'rock'-album, hetgeen, zoals later bleek, ook de insteek is geweest. Van dit album zijn geen hits afkomstig en in het algemeen is het wat zwakker dan zijn voorganger, al staat er een aantal klassiekers op, zoals "Nothing but the Truth" en "Beyond the Pale".
In september 1975 verscheen het wat matte Procol's ninth, het laatste album dat in de huidige bezetting werd opgenomen. Het album deed niet zo erg veel, al stond er wel één hit op: "Pandora's Box". Voor het eerst tijdens het bestaan van de groep stond op het album ook een cover, namelijk "Eight Days a Week" van The Beatles. Ook "I Keep Forgetting" dat niet door Brooker/Reid geschreven is maar door de producenten van het album Jerry Leiber en Mike Stoller. De hoes van Procol's Ninth bestaat uit een groepsfoto van de band met van elk bandlid een handtekening.
In 1977 verscheen het laatste album van Procol Harum, Something Magic genaamd. Met Something Magic sloeg de band weer een beetje het pad in van de symfonische rock maar het genre leek op sterven na dood. De opkomst van de punk was hier deels debet aan. Bassist Alan Cartwright had de groep inmiddels verlaten waarna Chris Copping zijn rol overnam als bassist. Als nieuwe toetsenist werd Pete Solley aangetrokken die het vertrouwde Hammond-geluid van de groep verruilde voor synthesizers. De tweede lp-kant van het album bevatte een allegorisch beeldverhaal, "The Worm and the Tree", dat voor de verandering niet door Brooker wordt gezongen maar wordt gesproken, hetgeen de groep door de meeste fans niet in dank wordt afgenomen en er ook toe leidde dat dit album opnieuw minder goed verkocht dan zijn voorganger. Enkele sterke nummers die op de eerste lp-kant staan konden dit niet goedmaken. Het nummer "Wizard Man" werd op single uitgebracht maar deed niet erg veel. Nadat Something Magic was uitgekomen, gaf Chris Copping aan de band te willen verlaten.
Niet lang daarna (1977) viel de band uiteen, al werd de groep vijf maanden later herenigd voor een eenmalig optreden. Brooker begon vervolgens een solocarrière en oogstte succes met zijn eerste album No More Fear of Flying waarbij de tekst van de titeltrack door Keith Reid werd geschreven en voornamelijk in Nederland een hit werd.
In 1991 werd Procol Harum heropgericht. De band bestond nu uit Brooker, Trower, Fisher en drummer Mark Brzezicki. Oud-drummer B.J. Wilson was het jaar daarvoor overleden. Na de opname van het album The Prodigal Stranger viel ook deze bezetting uiteen. Pas in 2003 verscheen het meest recente album The Well's on Fire, waarop ook Fisher weer te horen is. Na dit album stapte Fisher echter weer op. In november 2006 stapte hij naar de rechter om zijn deel in de rechten op "A Whiter Shade of Pale" op te eisen. Hij kreeg vervolgens 40% van de credits toegekend, omdat de rechter het met hem eens was dat zijn orgelspel een wezenlijk onderdeel van de song is. In april 2008 werd deze beslissing in hoger beroep weer teruggedraaid en kreeg Brooker weer de volledige rechten. Een van de redenen was dat Fisher pas na 30 jaar om deze royalty's vroeg. In 2010 maakte Fisher op zijn website bekend dat hij een overeenkomst had gesloten met Onward Music Ltd, waarin alle juridische en financiële aangelegenheden met betrekking tot de rechtszaak op een bevredigende manier waren opgelost.
Op 19 februari 2022 overleed Gary Brooker op 76-jarige leeftijd aan de gevolgen van kanker.. Ruim een jaar later overleed tekstschrijver en medeoprichter Keith Reid, eveneens op 76-jarige leeftijd aan de gevolgen van darmkanker.

## Discografie

### Albums
| Album met eventuele hitnotering(en) in de Nederlandse Album Top 100 | Datum van verschijnen | Datum van binnenkomst | Hoogste positie | Aantal weken | Opmerkingen                                       |
| ------------------------------------------------------------------- | --------------------- | --------------------- | --------------- | ------------ | ------------------------------------------------- |
| Procol Harum                                                        | 27-09-1967            | -                     |                 |              |                                                   |
| Shine on Brightly                                                   | 12-09-1968            | -                     |                 |              |                                                   |
| A Salty Dog                                                         | 23-06-1969            | 19-07-1969            | 8               | 1            |                                                   |
| Home                                                                | 05-06-1970            | -                     |                 |              |                                                   |
| Broken Barricades                                                   | 12-04-1971            | -                     |                 |              |                                                   |
| Procol Harum live with the Edmonton Symphony Orchestra              | 04-1972               | 17-06-1972            | 2               | 10           | Livealbum                                         |
| Grand Hotel                                                         | 31-03-1973            | 28-04-1973            | 9               | 5            | Met de Franse sopraan Christiane Legrand          |
| Exotic Birds and Fruit                                              | 30-04-1974            | -                     |                 |              |                                                   |
| Procol's ninth                                                      | 01-09-1975            | -                     |                 |              |                                                   |
| Something magic                                                     | 24-03-1977            | 26-02-1977            | 16              | 3            |                                                   |
| The Treasure Album - Greatest Hits                                  | 1989                  | 13-05-1989            | 30              | 10           | Verzamelalbum                                     |
| The Prodigal Stranger                                               | 27-08-1991            | -                     |                 |              |                                                   |
| The Long Goodbye                                                    | 18-07-1995            | -                     |                 |              | Uitgebracht als 'Symphonic Music of Procol Harum' |
| One More Time - Live in Utrecht 1992                                | 1999                  | -                     |                 |              | Livealbum                                         |
| The Well's on Fire                                                  | 04-03-2003            | -                     |                 |              |                                                   |
| Secrets of the Hive - The Best Of                                   | 07-09-2007            | -                     |                 |              | Verzamelalbum                                     |
| One Eye to the Future – Live in Italy 2007                          | 2008                  | -                     |                 |              | Livealbum                                         |
| In Concert with the Danish National Concert Orchestra and Choir     | 26-05-2009            | -                     |                 |              | Livealbum                                         |
| Novum                                                               | 21-04-2017            | -                     |                 |              |                                                   |

### Singles
| Single met eventuele hitnotering(en) in de Nederlandse Top 40 | Datum van verschijnen | Datum van binnenkomst | Hoogste positie | Aantal weken | Opmerkingen                                                                                        |
| ------------------------------------------------------------- | --------------------- | --------------------- | --------------- | ------------ | -------------------------------------------------------------------------------------------------- |
| A Whiter Shade of Pale                                        | 1967                  | 17-06-1967            | 1(8wk)          | 25           | Nr. 1 in de Parool Top 20                                                                          |
| Homburg                                                       | 1967                  | 28-10-1967            | 1(3wk)          | 12           | Nr. 1 in de Parool Top 20                                                                          |
| Quite Rightly So                                              | 1968                  | 27-04-1968            | 24              | 5            | |
| A Salty Dog                                                   | 1969                  | 21-06-1969            | 3               | 9            | Nr. 3 in de Hilversum 3 Top 30                                                                     |
| Conquistador                                                  | 1972                  | 17-06-1972            | 8               | 7            | Als Procol Harum with the Edmonton Symphony Orchestra / Nr. 9 in de Daverende Dertig / Alarmschijf |
| Grand Hotel                                                   | 1973                  | 05-05-1973            | 23              | 5            | Nr. 20 in de Daverende Dertig                                                                      |
| Pandora's Box                                                 | 1975                  | 11-10-1975            | 22              | 4            | Nr. 20 in de Nationale Hitparade                                                                   |

| Single met hitnotering(en) in de Vlaamse Ultratop 50 | Datum van verschijnen | Datum van binnenkomst | Hoogste positie | Aantal weken | Opmerkingen                                           |
| ---------------------------------------------------- | --------------------- | --------------------- | --------------- | ------------ | ----------------------------------------------------- |
| A Whiter Shade of Pale                               | 1967                  | 17-06-1967            | 1(5wk)          | 23           |                                                       |
| Homburg                                              | 1967                  | 04-11-1967            | 8               | 8            |                                                       |
| Conquistador                                         | 1972                  | 29-07-1972            | 29              | 1            | Als Procol Harum with the Edmonton Symphony Orchestra |

### Dvd's
- The Best of Musikladen Live (1999)
- Live (2002)
- Live at the Union Chapel (2004)

### NPO Radio 2 Top 2000
| Nummers met noteringen in de NPO Radio 2 Top 2000 | '99  | '00  | '01  | '02  | '03 | '04  | '05  | '06  | '07  | '08  | '09  | '10  | '11  | '12  | '13  | '14  | '15  | '16  | '17  | '18  | '19  | '20 | '21  | '22  | '23 | '24 |
| ------------------------------------------------- | ---- | ---- | ---- | ---- | --- | ---- | ---- | ---- | ---- | ---- | ---- | ---- | ---- | ---- | ---- | ---- | ---- | ---- | ---- | ---- | ---- | --- | ---- | ---- | --- | --- |
| A Salty Dog                                       | 755  | 838  | 1271 | 591  | 985 | 899  | 907  | 870  | 1113 | 914  | 1072 | 1260 | 1276 | 1077 | 1443 | 1590 | 1923 | -    | -    | -    | -    | -   | -    | -    | -   | -   |
| A Whiter Shade of Pale                            | 10   | 18   | 23   | 20   | 22  | 28   | 22   | 25   | 47   | 26   | 50   | 42   | 65   | 61   | 83   | 98   | 105  | 119  | 117  | 153  | 162  | 153 | 3    | 64   | 42  | 113 |
| Conquistador                                      | 1072 | 1132 | 986  | 1147 | 972 | 1328 | 1220 | 1421 | 1821 | 1366 | 1499 | 1587 | 1707 | 1994 | -    | -    | -    | -    | -    | -    | -    | -   | -    | -    | -   | -   |
| Grand Hotel                                       | -    | 782  | -    | 836  | 899 | 1200 | 818  | 888  | 1166 | 973  | 1319 | 1346 | 1301 | 1467 | 1640 | 1673 | 1989 | -    | -    | -    | -    | -   | -    | -    | -   | -   |
| Homburg                                           | 871  | 671  | 990  | 504  | 796 | 967  | 798  | 894  | 1138 | 881  | 1270 | 1290 | 1324 | 1531 | 1517 | 1746 | 1849 | 1980 | 1862 | 1954 | 1655 | -   | 1825 | 1820 | -   | -   |

1. ↑  Een '-' betekent dat het nummer niet was genoteerd en een vetgedrukt getal geeft de hoogste notering van een nummer aan.